# Кемптаун (Вірджинія)
Кемптаун (англ. Camptown) — переписна місцевість (CDP) в США, в окрузі Айл-оф-Вайт штату Вірджинія. Населення — 718 осіб (2020).

## Географія
Кемптаун розташований за координатами 36°41′20″ пн. ш. 76°53′28″ зх. д. / 36.68889° пн. ш. 76.89111° зх. д. (36.689005, -76.891153).  За даними Бюро перепису населення США в 2010 році переписна місцевість мала площу 16,38 км², з яких 15,73 км² — суходіл та 0,66 км² — водойми.

## Демографія
Згідно з переписом 2010 року, у переписній місцевості мешкало 766 осіб у 323 домогосподарствах у складі 193 родин. Густота населення становила 47 осіб/км².  Було 356 помешкань (22/км²).
Расовий склад населення:
| - 57,3 % — чорних або афроамериканців - 40,2 % — білих - 0,1 % — корінних американців - 1,2 % — осіб інших рас |

До двох чи більше рас належало 1,2 %. Частка іспаномовних становила 2,6 % від усіх жителів.
За віковим діапазоном населення розподілялося таким чином: 25,6 % — особи молодші 18 років, 58,0 % — особи у віці 18—64 років, 16,4 % — особи у віці 65 років та старші. Медіана віку мешканця становила 42,3 року. На 100 осіб жіночої статі у переписній місцевості припадало 75,7 чоловіків;  на 100 жінок у віці від 18 років та старших — 73,3 чоловіків також старших 18 років.
Середній дохід на одне домашнє господарство  становив 26 060 доларів США (медіана — 14 965), а середній дохід на одну сім'ю — 37 384 долари (медіана — 42 765). За межею бідності перебувало 41,3 % осіб, у тому числі 46,7 % дітей у віці до 18 років та 54,1 % осіб у віці 65 років та старших.
Цивільне працевлаштоване населення становило 206 осіб. Основні галузі зайнятості: освіта, охорона здоров'я та соціальна допомога — 29,1 %, транспорт — 23,3 %, публічна адміністрація — 12,6 %, роздрібна торгівля — 8,3 %.